# Phalaenopsis chibae
Espèce
Phalaenopsis chibae est une espèce de plantes à fleurs de la famille des Orchidaceae (les orchidées) et du genre Phalaenopsis originaire du Viêt Nam.